# Campeonato Mundial de Esgrima de 1995
El LVIII Campeonato Mundial de Esgrima se celebró en La Haya (Países Bajos) entre el 18 y el 23 de julio de 1995 bajo la organización de la Federación Internacional de Esgrima (FIE) y la Real Real Federación Neerlandesa de Esgrima.

## Medallistas

### Masculino
| Evento              | Oro                                                                                | Plata                                                                                   | Bronce                                                                                |
| ------------------- | ---------------------------------------------------------------------------------- | --------------------------------------------------------------------------------------- | ------------------------------------------------------------------------------------- |
| Florete individual  | Dmitri Shevchenko · Rusia                                                          | José Francisco Guerra · España                                                          | Serhi Holubytsky · Ucrania · Elvis Gregory · Cuba                                     |
| Florete por equipos | Elvis Gregory · Rolando Tucker León · Óscar García Pérez · Ignacio González · Cuba | Dmitri Shevchenko · Ilgar Mamedov · Anvar Ibraguimov · Vladislav Pavlovich · Rusia      | Ryszard Sobczak · Piotr Kiełpikowski · Jarosław Rodzewicz · Adam Krzesiński · Polonia |
| Espada individual   | Éric Srecki Francia                                                                | Robert Leroux Francia                                                                   | Sandro Cuomo · Italia · Mauricio Rivas Nieto · Colombia                               |
| Espada por equipos  | Michael Flegler · Arnd Schmitt · Elmar Borrmann · Mariusz Strzałka · Alemania      | Éric Srecki Robert Leroux Jean-Michel Henry Hugues Obry Francia                         | Géza Imre · Attila Fekete · Krisztián Kulcsár · Iván Kovács · Hungría                 |
| Sable individual    | Grigori Kiriyenko · Rusia                                                          | Felix Becker · Alemania                                                                 | Luigi Tarantino · Italia · Antonio Terenzi · Italia                                   |
| Sable por equipos   | Luigi Tarantino · Raffaello Caserta · Antonio Terenzi · Marco Marin · Italia       | Stanislav Pozdniakov · Serguei Sharikov · Grigori Kiriyenko · Alexandr Shirshov · Rusia | Bence Szabó · József Navarrete · György Boros · Csaba Köves · Hungría                 |

### Femenino
| Evento              | Oro                                                                                     | Plata                                                                           | Bronce                                                                              |
| ------------------- | --------------------------------------------------------------------------------------- | ------------------------------------------------------------------------------- | ----------------------------------------------------------------------------------- |
| Florete individual  | Laura Badea · Rumania                                                                   | Giovanna Trillini · Italia                                                      | Diana Bianchedi · Italia · Valentina Vezzali · Italia                               |
| Florete por equipos | Giovanna Trillini · Valentina Vezzali · Diana Bianchedi · Francesca Bortolozzi · Italia | Claudia Grigorescu · Reka Lazăr-Szabo · Laura Badea · Elisabeta Tufan · Rumania | Anja Fichtel-Mauritz · Sabine Bau · Zita-Eva Funkenhauser · Monika Weber · Alemania |
| Espada individual   | Joanna Jakimiuk · Polonia                                                               | Gyöngyi Szalay · Hungría                                                        | Laura Flessel Francia Sophie Moressée-Pichot Francia                                |
| Espada por equipos  | Gyöngyi Szalay · Adrienn Hormay · Tímea Nagy · Hajnalka Király · Hungría                | Laura Flessel Sophie Moressée-Pichot Valérie Barlois Sangita Tripathi Francia   | Maarika Võsu Merle Esken Oksana Jermakova Heidi Rohi Estonia                        |

## Medallero
| Núm. | País     | Oro | Plata | Bronce | Total |
| ---- | -------- | --- | ----- | ------ | ----- |
| 1    | Rusia    | 2   | 2     | 0      | 4     |
| 2    | Italia   | 2   | 1     | 5      | 8     |
| 3    | Francia  | 1   | 3     | 2      | 6     |
| 4    | Hungría  | 1   | 1     | 2      | 4     |
| 5    | Alemania | 1   | 1     | 1      | 3     |
| 6    | Rumania  | 1   | 1     | 0      | 1     |
| 7    | Cuba     | 1   | 0     | 1      | 2     |
| 7    | Polonia  | 1   | 0     | 1      | 2     |
| 9    | España   | 0   | 1     | 0      | 1     |
| 10   | Colombia | 0   | 0     | 1      | 1     |
| 10   | Estonia  | 0   | 0     | 1      | 1     |
| 10   | Ucrania  | 0   | 0     | 1      | 1     |
|      | TOTAL    | 10  | 10    | 15     | 35    |